# قطعة دائرية

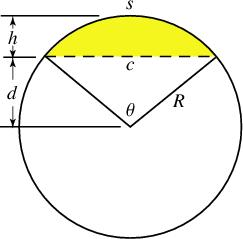
قطعة دائرية محصورة بين وتر وقوس من دائرة، موضحة باللون الأصفر

في الهندسة الرياضية، القطعة الدائرية هي جزء من الدائرة يفصلها عن بقية الدائرة مستقيم قاطع أو وتر. تكون القطعة الدائرية هي المساحة بين الوتر وقوس الدائرة بدون مركز الدائرة.

## الصيغ الرياضية
تعطى مساحة القطعة الدائرية بالعلاقة:
 {\displaystyle A={\frac {R^{2}}{2}}\left(\theta -\sin \theta \right)}
حيث R هو نصف قطر الدائرة، c طول الوتر، s طول القوس، h ارتفاع القطعة الدائرية، d ارتفاع الجزء المثلث، كما هو موضح بالشكل على اليسار.
حيث نصف القطر يعطى بالعلاقة:
{\displaystyle R=h+d{\frac {}{}}}
وطول القوس:
{\displaystyle s=R\theta {\frac {}{}}}
ويعطى عرض القطعة الدائرية (طول الوتر الذي يحصر القطعة الدائرية) بالعلاقة:
{\displaystyle c=R{\sqrt {2-2\cos \theta }}}